# 比默 (內布拉斯加州)
比默（英語：Beemer）是位於美國內布拉斯加州卡明縣的村。

## 人口
根據2020年美國人口普查的數據，比默的面積為1.09平方千米，皆為陸地。當地共有人口611人，而人口密度為每平方千米561人。